# کارچری (ونتو)
کارچری (به ایتالیایی: Carceri) یک کومونه در ایتالیا است که در استان پادووا واقع شده‌است. کارچری ۹٫۷ کیلومتر مربع مساحت و ۱٬۵۷۹ نفر جمعیت دارد.